# Pokožka (živočichové)

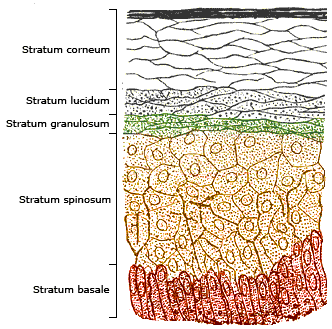
Vrstvy epidermis živočichů

Pokožka (epidermis) je nejsvrchnější vrstva kůže. Tvoří vodotěsný ochranný obal kolem povrchu těla a je tvořena jednak tenkým vrstevnatým epitelem z dlaždicovitých buněk a jednak pod nimi je bazální membrána.
Pokožka neobsahuje žádné cévy a je vyživována pouze difuzí ze škáry (dermis) a kyslík si bere přímo z okolního vzduchu. Čtyři hlavní druhy buněk pokožky jsou:
- keratinocyty – převážná většina buněk pokožky,
- melanocyty – pigmentové buňky
- Langerhansovy buňky – signální součást imunitního systému,
- Merkelovy buňky – čidla hmatu.[1] Přitom keratinocyty představují až 95% z celkového objemu buněk v pokožce.[2]

## Vrstvy pokožky
Epidermis je rozdělena do mnoha vrstev. Rozlišují se vrstvy:
- stratum disiunctum – v histologické terminologii se takto označují zrohovatělé buňky oddělené od stratum corneum (artefakt způsobený zpracováním materiálu);
- stratum corneum (tloušťka 0,01 až 0,04 mm) – vrstva odumřelých a plně keratinisovaných buněk, vlastní kožní bariéra;
- stratum lucidum – tenká eosinofilní vrstva; dobře zřetelná v tlustém typu kůže (dlaně, chodidla), špatně zřetelná až nezřetelná v tenkém typu kůže (rty, víčka, podpaží);
- stratum granulosum – 3–5 vrstev plochých buněk se zrny keratohyalinu; již nejsou mitoticky aktivní;
- stratum spinosum – několik vrstev buněk s vysokým stupněm proteosyntézy; buňky jsou stále mitoticky aktivní a mají velmi dobře vyvinuté spojovací komplexy;
- stratum basale – jedna vrstva nízkých cylindrických buněk; jedná se o kmenové buňky kůže, jsou mitoticky velmi aktivní.

Stratum basale a stratum spinosum se vzhledem k mitotické aktivitě nazývají stratum germinativum.

### Obnova kůže
Nové buňky vznikají dělením buněk (mitózou) ve vnitřních vrstvách. Postupně se buňky dostávají do svrchních vrstev, mění tvar a diferencují se. Také se plní proteinem keratinem.
Když se buňky dostanou do nejsvrchnější vrstvy, zvané stratum corneum, jsou buď svléknuty (známé svlékání kůže, např. u hadů), nebo se odloupnou (běžné u lidí). Ve svrchní části pokožky, stratu corneu, je asi 15–20 vrstev mrtvých buněk, které se odlupují. Tento proces („cyklus“) pokožkových buněk se nazývá keratinizace.